# Wallisson
Wallisson, pseudonimo di Wallisson Luiz Alves Máximo (Central de Minas, 23 settembre 1997), è un calciatore brasiliano, centrocampista dell'Athletic.

## Carriera
Wallisson ha iniziato la sua carriera nell'União Luziense nel 2015. Si è trasferito all'Holanda nel corso dell'anno, giocando due partite in Copa Amazonas. L'anno seguente ha giocato nella formazione Under-20, in seguito all'abolizione della prima squadra, e nel 2017 con la Portuguesa-RJ, sempre nell'Under-20.
Nel novembre 2017 è stato acquistato dal Democrata-GV, in vista della stagione 2018 del Campionato Mineiro. Successivamente è stato ceduto in prestito al Ponte Nova, prima di tornare al Democrata nel gennaio 2019.
Il 7 maggio 2019 si è trasferito al Volta Redonda, in prestito dal Serra Macaense. Ha firmato a titolo definitivo con il Voltaço il 7 ottobre.
L'11 gennaio 2022, dopo un breve periodo al Nova Venécia (con cui vince una Copa Espírito Santo), ha firmato per l'Athletic.
Il 12 aprile è passato al Ponte Preta in Série B. Il 4 agosto 2022 ha rinnovato il contratto con il club fino al 2027. A dicembre, tuttavia, ha risolto il contratto, in seguito al mancato pagamento degli stipendi.
Il 20 dicembre 2022 si è trasferito al Cruzeiro, neopromosso in Série A ed il 23 aprile 2023 ha esordito nella massima divisione brasiliana contro il Grêmio.
Il 28 agosto 2023 è stato acquistato a titolo definitivo dal club portoghese del Moreirense.

## Statistiche

### Presenze e reti nei club
Statistiche aggiornate al 27 maggio 2022.
| Stagione        | Squadra         | Campionato      | Campionato | Campionato | Coppe nazionali | Coppe nazionali | Coppe nazionali | Coppe continentali | Coppe continentali | Coppe continentali | Altre coppe | Altre coppe | Altre coppe | Totale | Totale | Totale |
| Stagione        | Squadra         | Comp            | Pres       | Reti       | Comp            | Pres            | Reti            | Comp               | Pres               | Reti               | Comp        | Pres        | Reti        | Pres   | Reti   |        |
| --------------- | --------------- | --------------- | ---------- | ---------- | --------------- | --------------- | --------------- | ------------------ | ------------------ | ------------------ | ----------- | ----------- | ----------- | ------ | ------ | ------ |
| 2015            | União Luziense  | SD/MG           | 3          | 0          |                 | 0               | 0               |                    | -                  | -                  |             | -           | -           | 3      | 0      |        |
| 2015            | Holanda         |                 | -          | -          |                 | -               | -               |                    | -                  | -                  | CA          | 2           | 0           | 2      | 0      |        |
| 2018            | Democrata-GV    | M1/MG           | 9          | 0          |                 | -               | -               |                    | -                  | -                  |             | -           | -           | 9      | 0      |        |
| 2018            | Ponte Nova      | SD/MG           | 8          | 0          |                 | -               | -               |                    | -                  | -                  |             | -           | -           | 8      | 0      |        |
| 2019            | Democrata-GV    | M2/MG           | 8          | 0          |                 | -               | -               |                    | -                  | -                  |             | -           | -           | 8      | 0      |        |
| 2019            | Volta Redonda   | PD/RS+C         | 0+1        | 0          | CB              | 0               | 0               |                    | -                  | -                  | CR          | 2           | 0           | 3      | 0      |        |
| 2020            | Volta Redonda   | PD/RS+C         | 11+10      | 0          | CB              | 1               | 0               |                    | -                  | -                  |             | -           | -           | 22     | 0      |        |
| 2021            | Volta Redonda   | PD/RS+C         | 9+5        | 0          | CB              | 2               | 0               |                    | -                  | -                  | CR          | 1           | 0           | 17     | 0      |        |
| 2022            | Nova Venécia    | B/ES            | 0          | 0          |                 | -               | -               |                    | -                  | -                  | CES         | 5           | 0           | 5      | 0      |        |
| 2022            | Athletic        | M1/MG           | 12         | 0          |                 | -               | -               |                    | -                  | -                  |             | -           | -           | 12     | 0      |        |
| 2022            | Ponte Preta     | PD/RS+B         | 30         | 5          | CB              | 0               | 0               |                    | -                  | -                  |             | -           | -           | 30     | 5      |        |
| 2023            | Cruzeiro        | M1/MG+A         | 8+11       | 0          | CB              | 3               | 0               |                    | -                  | -                  |             | -           | -           | 22     | 0      |        |
| Totale carriera | Totale carriera | Totale carriera | 125        | 5          |                 | 6               | 0               |                    | -                  | -                  |             | 10          | 0           | 141    | 5      |        |